# Mesene epaphus
Mesene epaphus är en fjärilsart som beskrevs av Pieter Cramer 1780. Mesene epaphus ingår i släktet Mesene och familjen Riodinidae. Inga underarter finns listade i Catalogue of Life.

## Bildgalleri

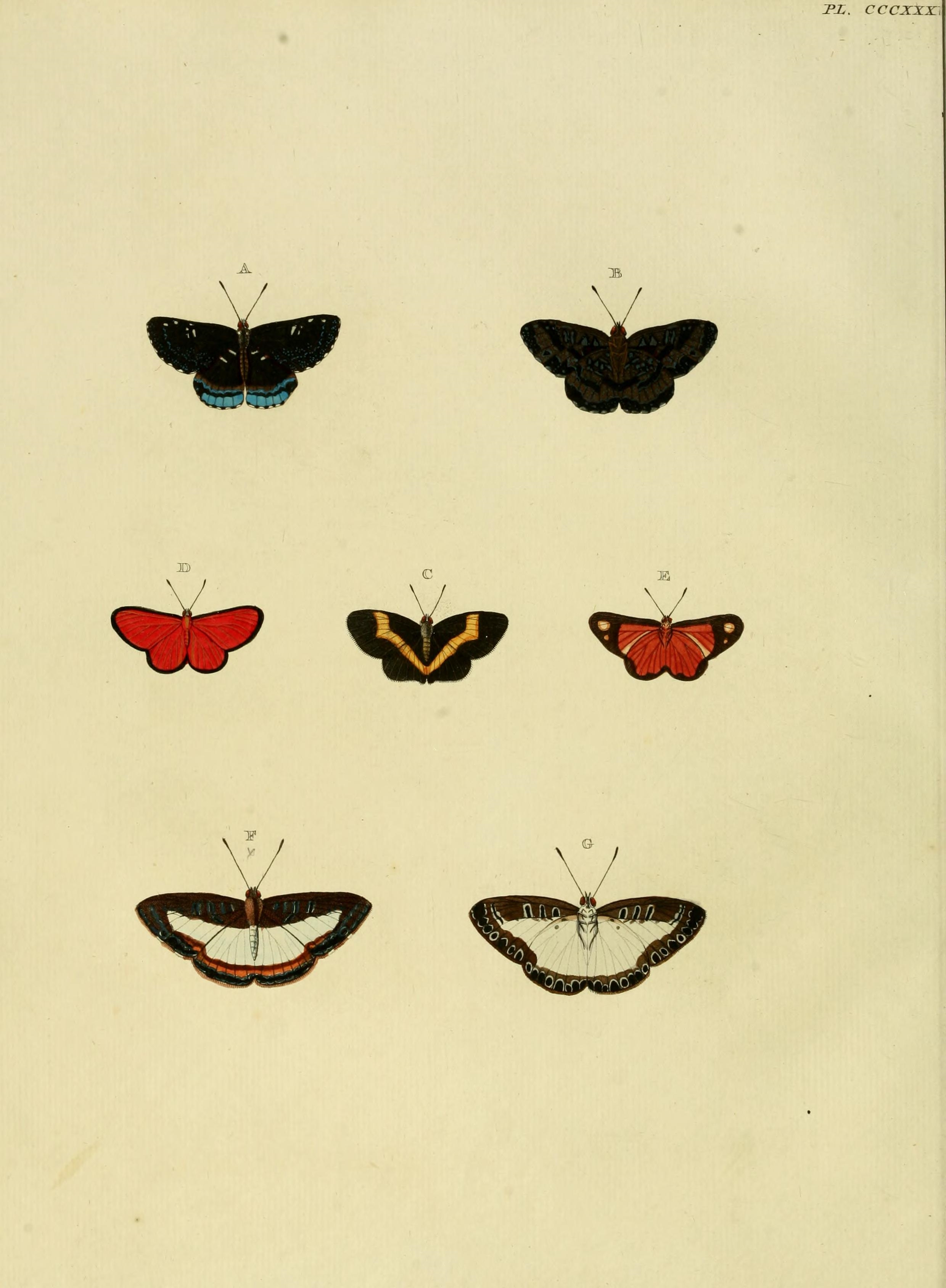